# (7699) Božek
(7699) Božek est un astéroïde de la ceinture principale.

## Description
(7699) Božek est un astéroïde de la ceinture principale. Il fut découvert le 2 février 1989 à l'Observatoire Kleť par Antonín Mrkos. Il présente une orbite caractérisée par un demi-grand axe de 2,39 UA, une excentricité de 0,16 et une inclinaison de 5,7° par rapport à l'écliptique.

## Compléments